# Helena Faberová
Helena Faberová (* 14. října 1935 Praha) se ve svém aktivním životě věnovala charitativní a sociální práci. Je čestnou předsedkyní české pobočky sdružení Ackermann-Gemeinde, jehož náplní je úsilí o česko-německé smíření.

## Život
Narodila se v Praze do rodiny malíře a restaurátora Karla Uhra (* 1891), který maloval zejména pražské motivy a krajiny. Její matka pocházela z česko-německé rodiny a jako účetní byla hlavní živitelkou pětičlenné rodiny. V Praze v 50. letech dvacátého století vystudovala gymnázium, ale na vysokou školu jí nebylo umožněno nastoupit kvůli jejímu náboženskému přesvědčení. Absolvovala jazykový kurz angličtiny, který ukončila závěrečnou zkouškou. První zaměstnání získala jako asistentka ve Strojexportu v Praze. I v této době byla Helena Faberová praktikující křesťankou, byla členkou vyšehradského chrámového sboru, který se stal platformou pro sdružování katolické mládeže, za to byla na začátku šedesátých let dvacátého století vyslýchána StB v Ruzyni. Poté přišla o zaměstnání. Provdala se za Karla Fabera, lesního inženýra, s kterým se seznámila v křesťanském pěveckém sboru. Svědkem na jejich svatbě byl Miloslav Vlk, tehdy čerstvě vystudovaný archivář. V roce 1961 se manželé odstěhovali do hájovny v Lipce u Vimperka. Zde se pod vedením Jiřího Reinsberga z Prahy konala tajná duchovní cvičení. Od roku 1970 žije v Českých Budějovicích.
Helena Faberová byla jednou z dvanácti významných žen, které byly představovány na putovní výstavě v roce 2016 v rámci projektu České stříbro – Ženy ve věku stříbrných vlasů na otáčecím kole. Ocitla se mezi takovými osobnostmi, jakými jsou například Eva Jiřičná, Helena Illnerová, Jiřina Šiklová, Dana Němcová, Helena Klímová, Miluška Havlůjová, Věra Nováková Brázdová, Ludmila Klukanová, Milena Šimsová a další.

## Projekty

### Diecézní charita Biskupství českobudějovického
Helena Faberová po většinu svého života žije v Českých Budějovicích, kde po sametové revoluci založila Diecézní charitu, neziskovou humanitární organizaci zřízenou za účelem pomoci lidem v nouzi. V letech 1991–1993 byla její ředitelkou.

### Sdružení Ackermann-Gemeinde
Angažovala se v oblasti česko-německého smíření, spolupracovala s německým spolkem Ackermann-Gemeinde (AG) a roku 1995 se stala jeho členkou. Posléze, v roce 1999, založila českou pobočku – Sdružení Ackermann-Gemeinde (SAG), třikrát byla zvolena předsedkyní. Od roku 2015 je čestnou předsedkyní tohoto sdružení.

### Magdala
Helena Faberová byla iniciátorkou projektu Magdala, který nabízí pomoc obětem obchodu se ženami a nucené prostituce. Tento projekt iniciovala v rámci Unie katolických žen ČR. Nyní je nositelem projektu Arcidiecézní charita Praha. Poradna Magdala je zde specializovaným pracovištěm, které nabízí odbornou sociální poradnu pro lidi ohrožené násilím.

## Ocenění
- 2006 – Záslužný řád Spolkové republiky Německo (Záslužný kříž na stuze). Toto státní vyznamenání obdržela od německého prezidenta za snahu o smíření Čechů a Němců. Ocenil takto její práci ve funkci předsedkyně českého Sdružení Ackermann-Gemeinde. Vyznamenání jí předal velvyslanec Spolkové republiky Německo v České republice Helmut Elfenkämper.[1]

- 2017 – Medaile Za zásluhy získala od primátora města České Budějovice za občanskou odvahu a práci pro druhé, zvláště pro ty nejpotřebnější a nejzranitelnější.[9]
- 2017 – Zlatá medaile svatého Auraciána za církevní aktivity od diecézního biskupa Vlastimila Kročila.[10]